# Nematocladia tesserata
Nematocladia tesserata är en bladmossart som beskrevs av William Russell Buck 1982. Nematocladia tesserata ingår i släktet Nematocladia och familjen Myriniaceae. Inga underarter finns listade i Catalogue of Life.